# Kanton Villemur-sur-Tarn
Der Kanton Villemur-sur-Tarn ist seit 1801 ein französischer Wahlkreis im Arrondissement Toulouse, im Département Haute-Garonne und in der Region Okzitanien; sein Hauptort ist Villemur-sur-Tarn.

## Gemeinden
Der Kanton besteht aus 19 Gemeinden mit insgesamt 47.270 Einwohnern (Stand: 1. Januar 2022) auf einer Gesamtfläche von 307,12 km²:
| Gemeinde                 | Einwohner 1. Januar 2022 | Fläche km² | Dichte Einw./km² | Code INSEE | Postleitzahl |
| ------------------------ | ------------------------ | ---------- | ---------------- | ---------- | ------------ |
| Bessières                | 4.238                    | 16,68      | 254              | 31066      | 31660        |
| Bondigoux                | 749                      | 7,46       | 100              | 31073      | 31340        |
| Bouloc                   | 4.655                    | 18,55      | 251              | 31079      | 31620        |
| Buzet-sur-Tarn           | 2.847                    | 30,19      | 94               | 31094      | 31640        |
| Castelnau-d’Estrétefonds | 6.915                    | 28,32      | 244              | 31118      | 31620        |
| Cépet                    | 2.325                    | 7,11       | 327              | 31136      | 31620        |
| Fronton                  | 6.664                    | 45,79      | 146              | 31202      | 31620        |
| Gargas                   | 758                      | 7,28       | 104              | 31211      | 31620        |
| La Magdelaine-sur-Tarn   | 1.226                    | 6,82       | 180              | 31311      | 31340        |
| Layrac-sur-Tarn          | 312                      | 7,25       | 43               | 31288      | 31340        |
| Le Born                  | 658                      | 10,85      | 61               | 31077      | 31340        |
| Mirepoix-sur-Tarn        | 1.132                    | 5,46       | 207              | 31346      | 31340        |
| Saint-Rustice            | 429                      | 2,36       | 182              | 31515      | 31620        |
| Saint-Sauveur            | 2.235                    | 7,04       | 317              | 31516      | 31790        |
| Vacquiers                | 1.440                    | 19,61      | 73               | 31563      | 31340        |
| Villaudric               | 1.649                    | 12,16      | 136              | 31581      | 31620        |
| Villematier              | 1.116                    | 14,96      | 75               | 31583      | 31340        |
| Villemur-sur-Tarn        | 6.235                    | 46,57      | 134              | 31584      | 31340        |
| Villeneuve-lès-Bouloc    | 1.687                    | 12,66      | 133              | 31587      | 31620        |
| Kanton Villemur-sur-Tarn | 47.270                   | 307,12     | 154              | 3127       | –            |

Bis zur landesweiten Neuordnung der französischen Kantone im März 2015 gehörten zum Kanton Villemur-sur-Tarn die sieben Gemeinden Bondigoux, La Magdelaine-sur-Tarn, Layrac-sur-Tarn, Le Born, Mirepoix-sur-Tarn, Villematier und Villemur-sur-Tarn. Sein Zuschnitt entsprach einer Fläche von 99,37 km2. Er besaß vor 2015 den INSEE-Code 3139.

## Bevölkerungsentwicklung
| 1962 | 1968 | 1975 | 1982 | 1990 | 1999 | 2006 | 2011 |
| ---- | ---- | ---- | ---- | ---- | ---- | ---- | ---- |
| 6155 | 6808 | 6804 | 6866 | 7557 | 7781 | 8679 | 9745 |